# Серенада солнечной долины
«Серена́да со́лнечной доли́ны» (англ. Sun Valley Serenade) — музыкальный фильм режиссёра Брюса Хамберстоуна с участием Сони Хени и биг-бэнда (оркестра) Гленна Миллера. Натурные съёмки картины прошли в горнолыжном курорте Сан-Валли в 1941 году. В прокат лента вышла в августе 1941 года.
В центре стандартного для мюзиклов сюжета любовный треугольник героев, состоящий из пианиста Теда Скотта, певицы Вивьен Доун и бежавшей из охваченной войной Европы норвежки Карен Бенсон. Лента была успешна в прокате, тепло принята зрителями и критиками, заслужила три номинации на «Оскар», признана одной из лучших музыкальных картин в истории кинокомпании 20th Century Fox и всего жанра. Многие композиции из фильма пользовались популярностью и стали классикой джазового свинга. Успех картины способствовал продажам отдельных песен. Так, диск с песней «Chattanooga Choo Choo» (сингл) был выпущен тиражом свыше 1,5 млн и считается первым золотым диском в истории звукозаписи. Картина способствовала популярности горнолыжного спорта и фигурного катания в США и во всём мире.

## Сюжет
Действие картины начинается в Нью-Йорке. Владелец горнолыжного курорта «Солнечная долина» (Сан-Валли, англ. Sun Valley), мистер Морри, решает пригласить на сезонную работу именитый оркестр и капризную примадонну (певицу) Вивьен Доун. При прослушивании в студии именитый оркестр аккомпанирует Вивьен; Вивьен не нравится игра оркестра, и она хочет уйти, но знакомится с Тедом Скоттом — пианистом из оркестра Фила Кори. Маэстро Фил Кори привёл свой оркестр «Дартмутские трубадуры» в студию в поисках работы и предлагает Вивьен петь с его оркестром. Вивьен соглашается, и Фил Кори заключает контракт с мистером Морри, согласно которому оркестру предстоит отправиться на горнолыжный курорт. Пианист Тед Скотт без ума от Вивьен, готов терпеть её сложный характер и делает ей предложение; Вивьен отвечает, что не стоит торопиться. Тем временем музыканты оркестра в качестве рекламы решают стать опекунами беженца из охваченной войной Европы. Они предполагают, что это будет ребёнок, который не доставит им никаких хлопот. Но беженцем оказывается милая девушка из Норвегии Карен Бенсон. Карен переезжает жить к своему опекуну Теду.
Оркестр готовится к гастролям, и в планы Теда вовсе не входит брать с собой свою неожиданную сожительницу. Менеджер ансамбля Джером «Нифти» Аллен оказывается неравнодушен к юной норвежке. Он разрешает ей тайно отправиться в Солнечную долину на одном поезде с музыкантами, хотя Тед был против. На курорте Карен, пытаясь произвести впечатление, безуспешно демонстрирует свои способности в фигурном катании. Затем она устраивает соревнование с Тедом в фрирайде и обыгрывает, наконец, привлекая внимание молодого человека, тоже увлекающегося горными лыжами. Тед вынужден мириться с присутствием незваной гостьи. Ансамблю необходимо репетировать, но Карен и Тед пропадают где-то на склонах. Вивьен недовольна компрометирующей ситуацией. Во время ужина в ресторане она неожиданно сообщает, что готова принять предложение о замужестве. Нифти также собирается сделать предложение Карен. Гастроли заканчиваются. Тед с Карен решили устроить ночной спуск, и Карен имитирует поломку лыж и легкую травму. Пара невольно остаётся на ночлег в хижине спасателей на вершине горы. Они вместе поют и танцуют, и Тед понимает: отныне его сердце принадлежит Карен. За этим занятием их застают Вивьен и Нифти, подоспевшие вместе с помощью. Вивьен со скандалом разрывает контракт с ансамблем и помолвку, но Тед и Фил Кори уверены, что нашли другую звезду. В концовке картины Карен выступает вместе с ансамблем в грандиозном шоу на льду. В финальных кадрах пара спускается по нетронутому снежному склону.

## В ролях
- Соня Хени — Карен Бенсон
- Джон Пейн — Тед Скотт
- Гленн Миллер — Фил Кори
- Милтон Берле — Нифти Аллен
- Линн Бари — Вивьен Доун (вокал Пат Фрайдей)
- Джоан Дэвис — мисс Кэрстер
- Алмира Сессион — служанка
- Уильям Б. Дэвидсон — мистер Морри
- Дороти Дэндридж — танцовщица
- братья Николас — танцоры

## Создание

### Предыстория
С конца 1930-х годов студия 20th Century Fox, известная широким жанровым разнообразием, становится основным конкурентом студии Metro-Goldwyn-Mayer (MGM), специализировавшейся на мюзиклах. Если для MGM были характерны так называемые «цельные мюзиклы» (англ. integrated musicals), в которых элементы шоу вплетены непосредственно в обыденную жизнь героев, когда герои разговаривают друг с другом на языке песни и танца, Fox придерживалась более реалистичного подхода. Шоу проходит там, где ему и положено быть: на сцене театра, варьете или студии.

Причины, по которой наши мюзиклы повсеместно лучшие, по моему мнению, в том, что мы исключили театральную технику. Конечно, мы подходим к фильмам по-разному, как, например, в картине «Даже по-аргентински» и других. Однако, в целом исходим из правила выдерживать музыкальные номера в логическом ключе, естественно возникшими из ситуации.
Оригинальный текст (англ.)The reason our musicals have successfully topped all musicals made elsewhere is, in my opinion, because we have consistently eliminated the stage or theatre technique. While it is true that we have had certain variations of this, in Down Argentine Way and others, we have generally adhered to the rule of keeping our musical numbers logical and having them arise from situations
— 
Студия Fox имела в штате несколько ведущих режиссёров и актёров соответствующего амплуа. 1940—1941 года — время, когда слава звёзд Fox (Ширли Темпл, Сони Хени, Элис Фэй) стала меркнуть. Последние их картины оказались не очень удачными. При выборе новых проектов руководство компании начинает делать ставку на последнюю моду — пинап-символы: Бетти Грейбл и Кармен Миранда.
После Олимпийских игр между крупнейшими студиями страны началось соревнование за разработку нового жанра: картин о зимних видах спорта. Заключение контракта Fox с легендарной спортсменкой Соней Хени стало продуманным ходом кинокомпании. В ответ на фильмы «The Moon's Our Home» и «Я встретила его в Париже» студии Paramount студия Fox выпустила фильм «Тонкий лёд». Белокурая норвежка Соня противопоставлялась образу платиновой блондинки Джин Харлоу, ставшей лицом компании MGM.

### Места съёмок
Горнолыжная база (курорт) Сан-Вэлли (англ. Sun Valley) была построена в горах штата Айдахо промышленником Авереллом Гарриманом и приняла первых гостей в 1936 году. С самого момента открытия курорт оказался тесно связан с Голливудом. Дебютной картиной, снятой в окрестностях Сан-Вэлли, стала лента «Я встретила его в Париже», немало способствовавшая известности курорта. Курорт быстро набрал популярность в среде американской богемы. Здесь отдыхали Гэри Купер, Ингрид Бергман, Граучо Маркс и многие другие. Публику привлекали технологические новинки курорта. Именно в Сан-Вэлли в 1936 году была построена первая в мире горнолыжная канатно-кресельная дорога. В 1939 году на горе Белд был построен первый комплекс из трёх последовательных подвесных дорог, поднимавших отдыхающих на высоту 9150 футов (2791 м) (они показаны в фильме).

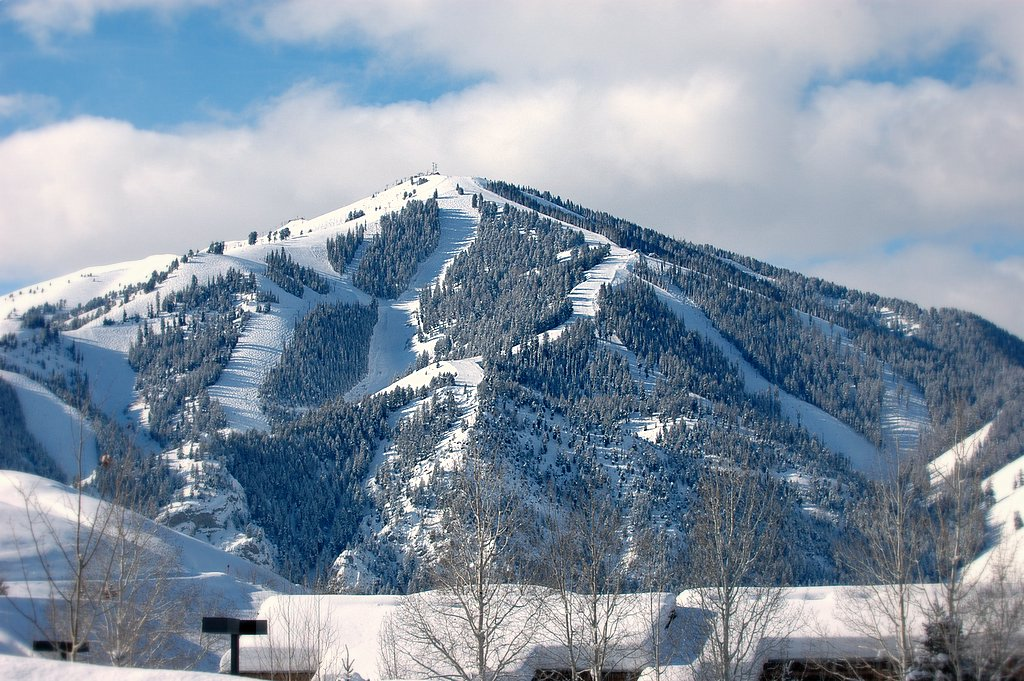
Гора Белд, расположенная в районе горнолыжной базы Сан-Вэлли — место проведения натурных съёмок картины «Серенада солнечной долины»

Посетив в 1939 году курорт Сан-Вэлли, Дэррил Занук сразу стал завзятым горнолыжником. По мнению издания Variety, идея о съёмках новой картины пришла к главе компании 20th Century Fox во время первого визита на курорт. Опытный кинопромышленник, Занук понимал, что курорт может оказаться отличным местом для съёмок очередной картины кинокомпании.

### Сценарий
По официальной версии автором истории, которая легла в основу будущего сценария был Милтон Сперлинг. Занук, подбирая подходящий материал, нашёл в архиве работу мастера детективов С. С. Ван Дайна «The Winter Murder Case» («Зимнее дело об убийстве»). В 1939 году писатель умер и оставил сценарий незаконченным. В дальнейшем история была переработана до неузнаваемости и имя Ван Дайна даже не попало в титры.
Картина «Серенада солнечной долины» была принята в производство под рабочим названием «Паспорт жизни» и затем «Паспорт любви». Сценарий был дописан Алланом Скоттом и Бертом Гранетом. Зимой 1940 года на курорт Сан-Валли приехала большая техническая команда студии Fox и устроилась в отеле «Sun Valley Lodge». Здесь прошли обсуждения, были отшлифован сценарий и технические детали.
Занук брал уроки катания на лыжах у самого опытного инструктора Сан-Валли, полковника в отставке Отто Ланга. Впоследствии Ланг получил должность консультанта будущей картины, заместителя директора по лыжным сценам (second unit director) и, по совместительству, оператора трюковых сцен. Вклад Ланга не ограничился только технической стороной. В ходе разработки сюжета продюсеры никак не могли придумать сюжетный ход со счастливым разрешением романтических отношений главных героев. Как утверждал Ланг, именно он предложил комичную развязку с уехавшими лыжами и встречей Теда и Карен в домике спасателей. По окончании съёмок Ланг использовал познания, полученные в ходе работы над картиной, и создал для армии США обучающий фильм о технике катания лыжных военных патрулей.

### Подбор актёров и команды
В сентябре 1939 года в прессе впервые появляется информация о новом проекте студии 20th Century Fox (Fox). В журнале Hollywood Reporter писали о появлении в ленте известной экранной пары: Тайрон Пауэра и Линды Дарнелл. Первоначально предполагалось, что картина не будет высокобюджетной, но Дэррил Занук решил использовать готовый сценарий для картины «под Соню Хени».

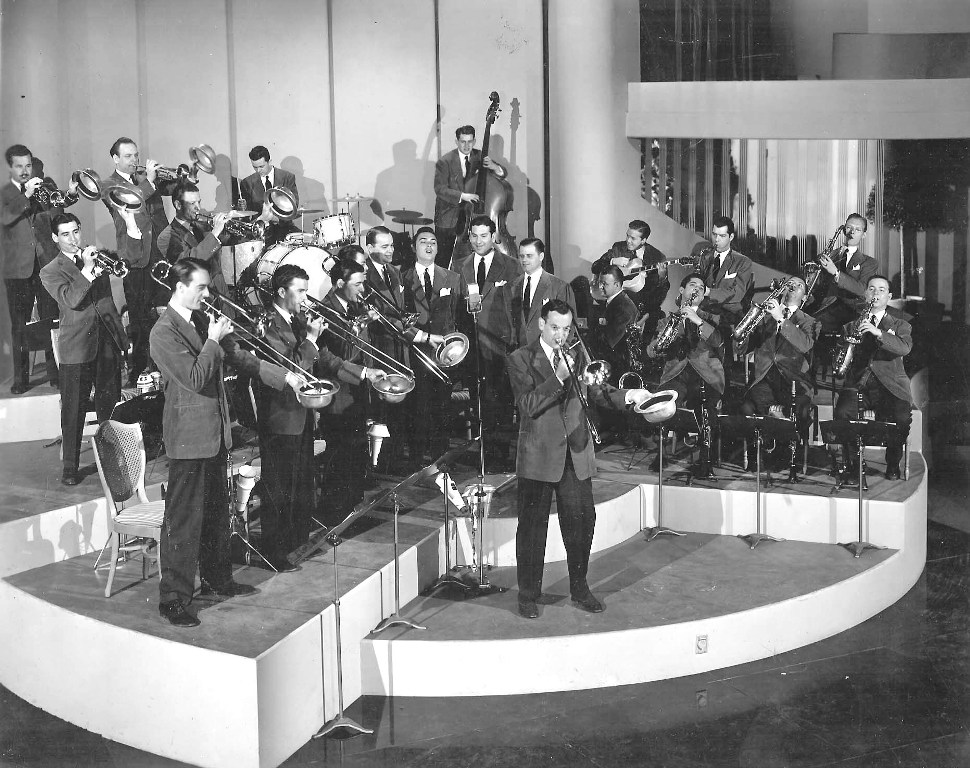
Оркестр Гленна Миллера

В студии Fox тогда уже сложилась определённая формула подобных лент для ведущей женской роли: музыкальный фильм; лёгкая комедия; герой любовник, не перетягивающий на себя одеяло сюжета; участие известного оркестра. Очередная картина создавалась практически как реплика «Тонкого льда» . На главную роль в новой картине Соню Хени утвердили в июле 1940 года. Соня была 3-кратной олимпийской чемпионкой, покинула большой спорт в 1936 году. Популярность Сони была столь высока, что заключить выгодный контракт в кинобизнесе не помешали ни сильный акцент, ни отсутствие вокальных способностей. Годовая заработная плата Сони Хени, к тому времени входившей в число самых высокооплачиваемых актрис, составляла $250 тыс.. Соглашение со студией 20th Century Fox действовало до 1948 года. К тому времени Соня уже успела сняться в шести картинах, одна из которых — «Тонкий лёд» (с Хени и Пауэром в главных ролях) пользовалась популярностью; последняя картина с участием Сони — «Всё случится ночью» не вернула потраченные деньги. Звезда, ко всему прочему, была сложным человеком в общении, никогда не забывала о своей выгоде и постоянно спорила с представителями студии о размерах гонорара. Критики начали говорить о закате славы Сони. Лента «Серенада солнечной долины» могла оказаться последней лентой, снятой в сотрудничестве с Fox. Продюсеры опасались, что одного только имени Сони Хени будет недостаточно для привлечения аудитории, и начали переговоры с популярным джазовым оркестром Гленна Миллера.
В конце 1930-х годов джазовые биг-бэнды переживали пик популярности. По всей Америке звучал свинг оркестров Арти Шоу, Бенни Гудмена, Гленна Миллера. Гленну Миллеру с оркестром уже довелось появиться на киноэкране, в картине «Большое шоу 1936». Тогда его оркестр был на вторых ролях, и Миллер только аккомпанировал звёздам, оставаясь на заднем плане. Все поменялось в 1939—1940 годах, когда биг-бэнд вошёл в число ведущих в стране. Композиции «Moonlight Serenade», «In the Mood» и «Tuxedo Junction» в исполнении оркестра возглавляли чарты журнала Billboard. Статус оркестра был настолько высок, что Гленн мог диктовать киностудии Fox свои условия. Договор подписали сразу на два фильма. Миллер оговорил участие только в высокобюджетных лентах класса А, а также право менять сценарий. Исполнители оркестра будут полноценно задействованы в сюжете. Впервые сам Гленн Миллер получил в картине заметную роль со словами.
В высокобюджетном проекте студии Fox оказались заняты вовсе не ведущие актёры и специалисты. На главную мужскую роль изначально планировали поставить Тайрона Пауэра, но роль получил Джон Пейн. Джон Пейн снимался в картинах студии Fox с середины 1930-х годов, отличался привлекательной внешностью и некоторыми вокальными данными, благодаря чему стал постоянным действующим лицом мюзиклов. На главную отрицательную женскую роль (роль Вивьен Доун) пробовались актрисы Корбина Райт младшая, Кэрол Лэндис и Дженис Картер, но в последний момент роль получила Линн Бари. Актриса снялась в нескольких десятках низкобюджетных картин студии Fox. «Серенада …» стала первой лентой, в которой Линн Бари играла главную роль. Проблем с назначением режиссёра не возникло. Брюс Хамберстоун носил прозвище «Везунчик», работал по контракту со студией Fox, до съёмок «Серенады …» в основном над картинами класса B. Для Хамберстоуна получение должности режиссёра в высокобюджетной «Серенаде …» стало продвижением в голливудской табели о рангах. Для съёмок фильма Хамберстоун предложил привлечь оператора Эдварда Кронджэйгера, с которым давно сотрудничал. Несмотря на наличие у оператора Кронджэйгера номинации на Оскар, режиссёр Хамберстоун отстоял оператора перед продюсером с большим трудом.
Роли в картине получили и будущие телевизионные комедийные звёзды Америки: Милтон Берле и Джоан Дэвис. По сценарию роль Дэвис была довольно значительной. Окончательная редакция ленты оставила Джоан разочарованной — от её участия остался эпизод в несколько секунд (героиня Дэвис собирает пожертвования для лыжной школы). Комический балетный эпизод, которым она очень гордилась, остался на монтажном столе.

### Производство
Съёмки картины прошли с марта по май 1941 года. Значительная часть картины была снята в павильонах студии 20th Century Fox (Fox), расположенных в районе Уэствуде города Лос-Анджелеса. Основные натурные сцены снимались на железнодорожном вокзале города Солт-Лейк-Сити и на курорте Сан-Валли (англ. Sun Valley). В ходе производства студия столкнулась с трудностями: транспортировка оборудования на высокогорный курорт, плохая погода; в съёмках было много простоев. В съёмках на природе звёзды практически не участвовали — их заменили дублёры. Специальные эффекты были созданы при помощи задника с проецируемой картинкой. Съёмочная группа проводила свободное время в лыжных прогулках. Соня Хени приезжала на курорт Сан-Валли, но в основном для развлечения: каталась на лыжах и вела раскованный образ жизни.
Павильонные съёмки продолжались до мая 1941 года. Хореографию в фильме ставил Гермес Пан — известный постановщик танцевальных номеров, работавший с Фредом Астером и Джинджер Роджерс. Пан вспоминал, что особых проблем с классическим и джазовым танцем не было, разве что возникали трудности с набором исполнителей. В 1940—1941 годах снималось одновременно столько мюзиклов, что даже для скромной сцены польки с 8 парами еле нашли кордебалет. В номере «Полька поцелуев» Соня Хени впервые в своей голливудской истории участвовала в танцевальном номере на обычном полу. Собственно из-за этого обстоятельства классические танцевальные сцены в фильме пришлось упростить. Самого эффектного танцевального номера «Chattanuga Chu Chu» в исполнении братьев Николас и Дороти Дэндридж это не коснулось. Гермес Пан считал его одним из лучших в истории музыкального кино, заметив, что его вклада в подготовку почти не было, номер полностью поставили сами танцоры. Братья Николас в картине отошли от классического степа, где в дуэте или трио полагалось бить чечётку бок о бок, синхронно. Братья двигались свободно и независимо, использовали большое пространство сцены. Акробатика и скольжения стилизовали исполнение с вариацией уличного линди хоп, популярного в те годы.
Главные трудности начались, когда пришлось ставить хореографию для танцев на льду. Такого опыта у Гермеса не было, и ему всё приходилось в новинку. Хореограф отмечал, что разница с танцем на паркете и на льду в том, что на льду нужно больше места. Работать с Соней Хени оказалось очень сложно — она была себе на уме и танцевала своё, не считая нужным прислушиваться к мнению хореографа. Фигуристка постоянно исполняла свои знаменитые вращения и волчки, далеко не всегда востребованные в мизансцене.
Каток для последней сцены залили в павильоне № 15 студии Fox. Лёд в чёрно-белых фильмах выглядел не совсем натурально, и для должного эффекта режиссёр Эдвард Кронджэйгер нашёл оригинальное техническое решение. В воду перед заморозкой были добавлены чернила; чёрный лёд хорошо отражал свет, и фигуристы катались словно по чёрному зеркалу. Выглядело это очень красиво, но в студии было жарко от софитов, и лёд быстро таял. В одном из дублей, не сумев разминуться с танцором кордебалета, Соня Хени упала в чёрную жижу, немного ушиблась и перемазалась в чернилах. Нецензурно ругаясь по-норвежски, она покинула студию до окончания съёмок. Дело было в один из последних дней производственного графика. Уговаривать звезду вернуться на лёд пришлось лично Дэррилу Зануку. Известный своим суровым нравом руководитель студии пригрозил, что счёт за задержку выставят самой Хени, и это помогло. Хени позже попыталась судиться с компанией, опять таки в связи с задержкой съёмок. Эпизод на следующий день был закончен, но сцены с финальным поцелуем Карен и Теда так и не были сняты. Концовка картины оказалась скомканной. Хени хотела включить в картину третий большой номер на льду, но студия к тому моменту сильно озаботилась перерасходом средств. Актрисе предложили лично оплатить издержки, и Хени отказалась.
Если на коньках Соня Хени каталась сама, то для опасных для жизни сцен фрирайда на склонах горы Белд ей понадобился дублёр. Им стала другая знаменитая спортсменка — Гретхен Фрейзер, уже заменявшая Хени в «Тонком льду». В 1948 году Гретхен Фрейзер станет первой американской олимпийской чемпионкой в горнолыжном спорте. В 1940 году Гретхен Фрейзер входила в состав олимпийской сборной, занимавшейся подготовкой к играм на склонах гор курорта Сан-Валли, но из-за Второй мировой войны соревнования были отменены.
В начале мая 1941 года режиссёр Хамберстоун попал в автомобильную аварию, и заканчивал «Серенаду …» второй режиссёр Мэл С. Клер. Итоговый бюджет картины превысил $1,3млн. Премьера картины состоялась 21 августа 1941 года в городе Солт-Лейк-Сити. 29 августа начался прокат картины по всей стране.

## Оценка

### Структура

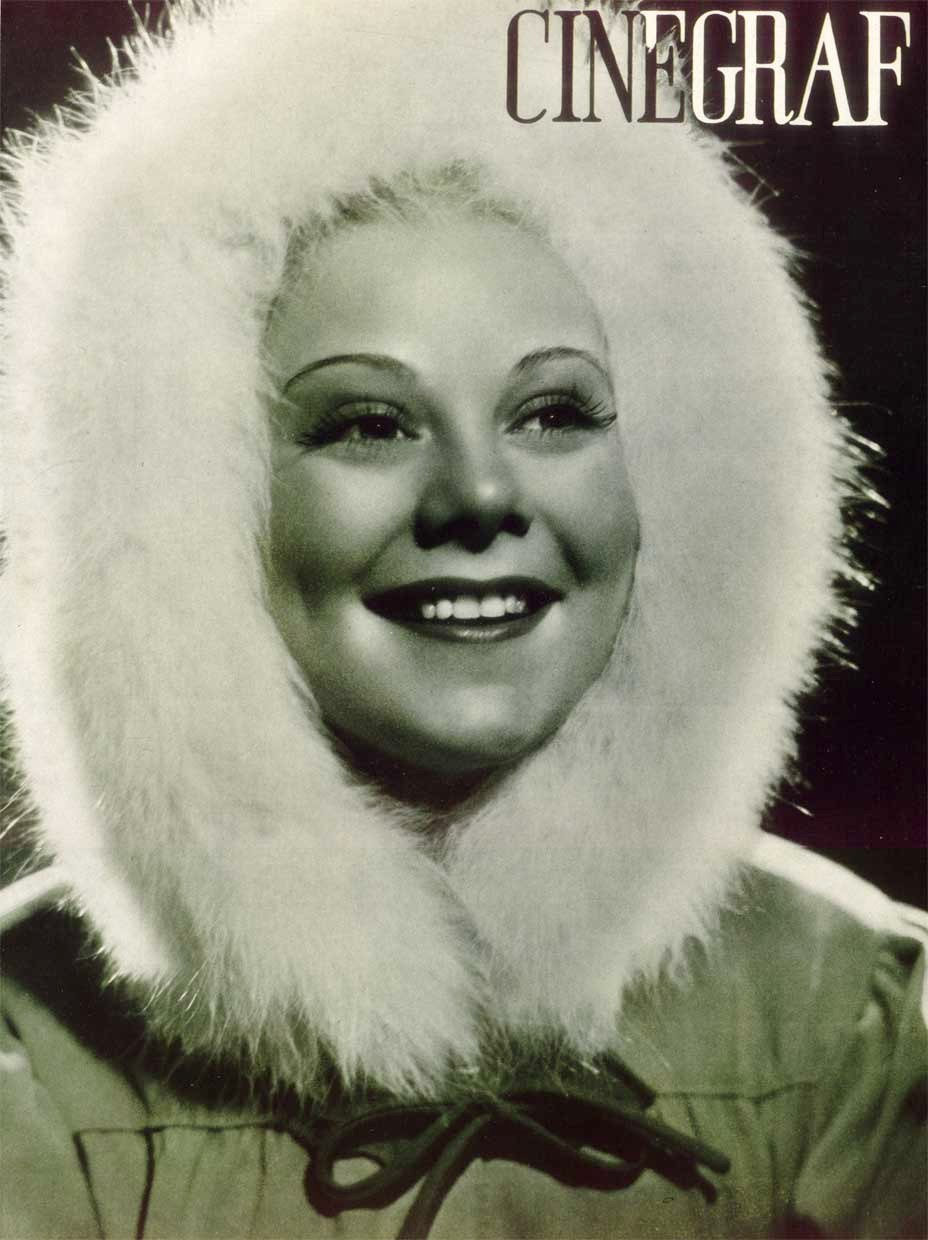
Соня Хени

Настроение утешения и бегства от реальности было характерной чертой развлекательного кинематографа середины и конца 1930-х годов. В том же духе были сняты легендарные мюзиклы эпохи расцвета жанра: «Миссисипи», «Цилиндр», «Встретимся в Сент-Луисе». Горнолыжный курорт как нельзя более удачное место действия: герои оторваны от цивилизации, обстановка одновременно экзотическая и аристократическая. Идиллия природы, мажорная музыка, помпезные декорации, веселье, местами чуть напускное — всё ненавязчиво отвлекает зрителей от социальных и политических потрясений: Великой депрессии, войны. В «Серенаде солнечной долины» настроение времени почти не ощущается. Разве только тогда, когда Теду Скотту ненароком напоминают о его воинской обязанности. В начале картины импресарио оркестра «Нифти» Аллен, смущаясь, просит аванс у своего работодателя мистера Морри. Оркестр кое-как сводит концы с концами — вот и вся социальная завязка картины, сближающая её с массовым зрителем. Развитие сюжета едва ли даёт повод жалеть героев. У бедного музыканта Теда имеется прислуга. Бежавшая из охваченной войной Европы Карен живёт в дорогом отеле, щеголяет в изысканных нарядах на горнолыжном курорте. В картине не особенно скрывалась реклама курорта Сан-Валли. Демонстрировалось, как легко приехать туда на поезде, и какие технические возможности там имеются. Тогда горнолыжный спорт был ещё в диковинку, и для большинства зрителей это была единственная возможность приобщиться к спорту элиты.
Создатели позволили себе и другую роскошь — в картине две звезды. Открывающие картину совместным исполнением композиции «I Know Why and So Do You» Джон Пейн и Линн Бари ближе к концовке оказываются в тени Сони Хени и оркестра Гленна Миллера. Пролог создаёт впечатление, что оркестр останется незаметным на фоне Вивьен Доун, меняющей аккомпаниаторов, как перчатки, но это только отвлекающий манёвр. Неожиданно для зрителя «трубадуры» Фила Кори становятся полноправными персонажами. Продолжительная сцена исполнения «Chattanuga Chu Chu» наглядно демонстрирует, ради кого зрители пришли на сеанс. Обычный приём в мюзикле — самый зажигательный номер в фильме исполняется как бы между прочим, на репетиции. Оркестранты ждут задерживающегося Теда Скотта и решают начинать репетицию без него. Вместо Теда в ключевой сцене играет штатный пианист оркестра Чамми Макгрегор. Тед и Вивьен к ним не присоединяется и, собственно, у них больше нет номеров до конца картины. Блондинке Карен, для того чтобы отбить своего мужчину у разлучницы-брюнетки, даже не пришлось ни петь, ни танцевать.
Тед Скотт, ожидая в порту гостью из Норвегии, держит в руках табличку с номером 36. Увидев милую девушку вместо ребёнка, Нифти Аллен, присвистнув, говорит, что, видимо, это размер её груди (в дюймах) — шутка на грани приличия довоенного Голливуда. Фильм снят по современным понятиям весьма целомудренно, и в соответствии с нормами морали Кодекса Хейса. Впрочем, то, что картина не заканчивается финальным поцелуем, не вполне характерно, но так случилось из-за скандала, которым завершились съёмки Соня Хени старательно держится в рамках образа, сложившегося в её картинах. Внешность, близкая к травести, скромное женское обаяние. Она несколько раз напоминает о своём умении готовить и вести домашнее хозяйство, попрекая тем свою соперницу. Такое обращение к семейным ценностям, постепенно забывавшимся в американском обществе, феминизированном уже в довоенное время, было благосклонно принято зрителями.
Центральная композиция «Chattanooga Choo Choo» не выглядит цельной, и тому есть объяснение. Чернокожие братья Николас и Дороти Дендридж выступают словно в своём номере: со сложными декорациями на сцене, в концертных костюмах. Квинтет белых вокалистов Modernaires выступает сам по себе: сидя в непринужденных позах, в домашней или спортивной одежде. По тогдашним представлениям это было в порядке вещей, хотя в современной культурной среде подобное разделение по расовому признаку считалось бы сегрегацией. Случалось, что при наличии в картине чернокожих актёров из прокатных копий картин, предназначенных для показа в южных штатах США, удаляли сцены с участием чернокожих актёров; кинотеатры также делили на кинотеатры «для белых» и кинотеатры «для чёрных». Из-за этого в те времена чернокожих актёров нечасто приглашали в картины: продюсеры предпочитали не связываться с проблемами. Для упрощения монтажа и купирования сцены старались снимать отдельно.

### Восприятие
Мюзикл построен по вполне стандартной для своего времени схеме и не демонстрирует новшеств в сюжете. В картине присутствуют все привычные условности построения, характерные для лёгкого жанра. Прежде всего: любовный треугольник при участии блондинки Карен и брюнетки Вивьен, борющихся за сердце Теда Скотта. Ричард Кристиансен (en) (Chicago Tribune) назвал картину невероятно сентиментальной. Босли Краутер (из газеты New York Times) оценил сюжет мюзикла как созвучный основному предназначению картин такого рода — развлекать. Создатели, по его мнению, нашли «благословенную простоту» в истории, которая держится главным образом на великолепной музыке. Сравнивая впоследствии «Серенаду …» со следующей картиной коллектива Гленна Миллера «Жёны оркестрантов», Краутер отметил: «Как только музыкальная составляющая слабовата, так и весь фильм сразу теряет обаяние». Журнал Variety назвал картину точной подобранной смесью развлекательных ингредиентов — то, что и делает картину кассовым хитом.
Рик Олтмен охарактеризовал «Серенаду …» как представителя «сказочных мюзиклов». В них зрителю демонстрируется оторванное от реальности времяпровождение героев на курортах и в роскошных особняках. Вся структура таких картин строится вокруг более или менее нарочитого перехода к талантам главного героя. Соню Хени сравнивали с другой звездой голливудских водных феерий Эстер Уильямс. Зрители ждут, когда в фильме появится лёд, и на него выйдет Соня, также как в сцене, наконец, возникнет вода и в неё нырнёт Эстер. Журнал Variety заметил в рецензии прогресс от картины к картине, в которой снималась Соня Хени. Если раньше она показывала класс только на льду, то в «Серенаде солнечной долины» можно говорить об актёрском мастерстве — «искрометном комедийном начале». Журнал Newsweek отметил, что, в отличие от предыдущих картин, в «Серенаде …» Соня уверенно демонстрирует свои исполнительские данные, не полагаясь на одно только спортивное шоу. Довольно натянутым можно назвать основной поворот истории, когда музыканты ожидают увидеть ребёнка, но встречают девушку. Соня с её милыми ямочками и лёгкой наивностью иностранки смотрится естественно, но особого комизма в сюжетном ходе нет.

### Музыка
Биг-бэнд Гленна Миллера был образован в 1937 году и через два года по праву был признан лучшим джазовым коллективом страны. Специалисты говорили о «миллеровском» звучании: узнаваемом ритмическом рисунке, кларнете в унисон с саксофонами или на октаву выше. Манера особенно хорошо различима в эффектной инструментальной композиции «In the Mood», звучащей в фильме в эпизоде на танцплощадке. C осени 1940 года с оркестром начал выступать один из лучших в стране вокальных ансамблей — квинтет Modernaires и певица Пат Фрайдей (она дублировала Линн Барри) . В фильме также можно увидеть известных сольных музыкантов оркестра: саксофониста Текса Бенеке и пианиста Чамми Макгрегора. Бенеке также исполняет вокальные партии в фильме.
В феврале 1941 года после окончания переговоров об участии в фильме «Серенада …» оркестр Гленна Миллера приехал в Калифорнию для записи саундтрека к фильму в студии 20th Century Fox. Большинство композиций, отобранных Гленом Миллером для фильма («Moonlight Serenade», «In the Mood», «Chattanooga Choo Choo»), были написаны до начала работы над фильмом и были знакомы публике по пластинкам и радиотрансляциям. Композитор Гарри Уоррен и поэт Маком Гордон сочинили для картины новую композицию «It Happened in Sun Valley», ставшую лейтмотивом всей картины. При работе в студии были использованы технологические новинки — первые попытки записи на несколько дорожек. Благодаря этому в 1996 году при подготовке CD издания музыки к фильму и ремастеринге, удалось создать стереофонический вариант саундтрека.
Музыкальная составляющая картины, работа композиторов, аранжировщиков и исполнителей получили высокую оценку критиков. Критик журнала Metronome Барри Уланов отметил тонкий вкус, с которым подобраны композиции в картине, чувство и настроение исполнения. Музыканты не монотонно отбывают номер в кадре, увлекаясь мелодией, а получают истинное удовольствие от игры, передающееся зрителям. Заметно, что картина — их первый опыт, и они держатся чуть скованно перед камерой, однако это и придаёт естественности происходящему. Номер «Chattanooga Choo Choo» — пример того, как можно вовлечь статичные фигуры в мизансцену, сделать их полноценными действующими лицами. Перерыв в репетиции. Исполнители, отдыхая, сидят в раскованных позах, лидер группы предлагает продолжать без певицы, которая задерживается. «Chattanooga Choo Choo» исполняется в 32-тактовой форме AABA, в размере 4/4, хорошо подходящем для танцевального номера. После инструментального вступления саксофонист Текс Бенеке, одетый в зимнюю спортивную куртку, оставляет инструмент и спускается к зал. Он приближается к столику, за которым сидят парни, играющие в карты. Начало песни неожиданно и естественно одновременно. Он обращается к сидящим за столиком: «Pardon me, boy Is that the Chattanooga choo choo?» («Извините, парни, этот поезд на Чаттанугу ?») («Чу-чу» — это просторечное индейское название паровоза, поезда). Песня завязывается как непринуждённый разговор. Композиция, стилизованная под звук уходящего поезда, лирика песни в духе аллитерации, не отпускают слушателя. В развязке композиции в танцевальной части, оркестр переходит в стаккато. Концовка с участием братьев Николас эффектно завершает номер, демонстрируя все возможности создателей картины: инструментальную, вокальную и танцевальную части одной композиции.
Номер «In the Mood» к началу съёмок уже был одним из самых успешных номеров оркестра Гленна Миллера. Инструментальная композиция была создана по мотивам песни «Tar Paper Storm», написанной в 1937 году композитором Уинги Мэнон. Аранжировку сделали Джой Гарланд и Миллер в 1939 году. Интересно, что в своё время от песни отказался конкурент Миллера Арти Шоу, посчитав песню слишком длинной. Миллер же создал из песни одну из самых знаменитых мелодий эпохи свинга. Исполняя её в картине музыканты двигают в такт своими инструментами, словно танцуют. Особенность композиции в минимальном использовании синкопированного звука, использовании риффа и элегантных блюзовых интонаций.
Некоторые очень достойные композиции не попали в финальный монтаж. Так эпизод, в котором Тед и Вивьен поют в ночном клубе в один микрофон композицию «At Last», отсутствует в картине, но песню можно услышать на LP‑диске с полным саундтреком.
Сингл «Chattanooga Choo Choo» провёл 9 недель на первой позиции чарта журнала Billboard; диск с синглом разошёлся тиражом около 1.5 млн экземпляров и считается первым золотым диском в истории звукозаписи (официально статус золотого диска появился в 1958 году). Композиция вошла в Зал славы премии «Грэмми». Журнал Variety включил композицию в хит-парад половины столетия.

### Влияние

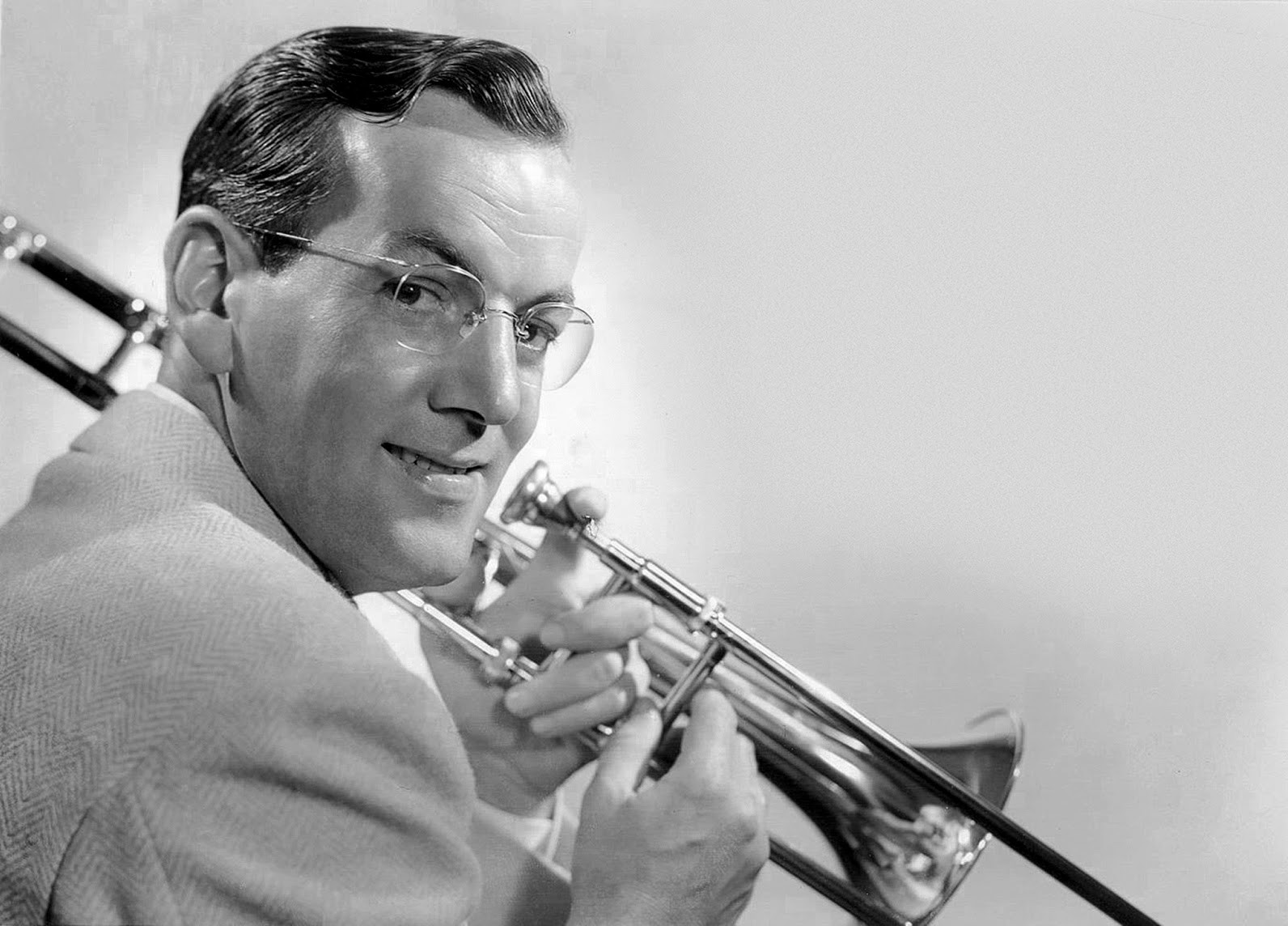
Гленн Миллер

Фильм вознёс на вершину популярности оркестр Гленна Миллера. Композиции из «Серенады солнечной долины» пользовались популярностью во всём мире, наблюдалось увеличению продаж пластинок с композициями. Продолжение не заставило ждать, и в 1941 году Миллер договорился со студией 20th Century Fox об условиях производства следующей картины. В 1942 году оркестр Гленна Миллера снялся в схожей по сюжету ленте «Жёны оркестрантов», ставшей последней для него. Дальнейшей работе коллектива помешала Вторая мировая война. Многие музыканты ушли в армию. В 1944 году Миллер пропал без вести (предположительно, погиб в авиакатастрофе во время промотура среди американских войск в Европе). С середины 1940-х годов эра знаменитых биг-бэндов приблизилась к закату, джазовые коллективы стали реже приглашать сниматься, но у мелодий оркестра оказалась долгая история. Картины «Серенада солнечной долины» и «Сестра его дворецкого» (1943) были выпущены в эпоху потепления отношений между СССР и США, попали за железный занавес, способствовали формированию популярности западного джаза и поп-музыки в Советском Союзе. Сам фильм и композиция «Chattanooga Choo Choo» стали неформальным гимном у советских стиляг. Композитор Виктор Лебедев так вспоминал о значении фильма:

Каждый приходил к этому [Образу жизни стиляг] по-разному, но я — через музыку. И вообще многие люди приходили через музыку. Где-то в девятом классе или в восьмом мы увидели фильм «Серенада Солнечной долины». И музыка в нём настолько поразила нас и настолько восхитила, что я сел тут же за рояль играть все эти мелодии, а «In the Mood» Гленна Миллера, который там исполнял оркестр, исполнялся типа буги-вуги, был такой достаточно модный в то время ритм. И мы одновременно захотели скопировать всю одежду, которая была у джазменов в фильме … С «Серенадой Солнечной долины» подул воздух другого мира абсолютно, если хотите — свободного. Наивность содержания не давала возможности глобально к этому отнестись, но тем не менее… вот с этого все пошло. Эти фильмы — как прозрение какое-то.
— 
Мелодии, звучавшие в картине, приобрели большую популярность и в СССР. Их нередко повторяли в подборках лучшей киномузыки. Композиции из фильма исполнял джазовый оркестр под управлением Олега Лундстрема. В 1976 году фирма «Мелодия» выпустила долгоиграющую пластинку оркестра с записями этих композиций.
Картина «Серенада солнечной долины» осталась любимой работой и лучшим достижением в карьере Сони Хени . После картины темпераментная актриса серьёзно испортила отношения с руководством студии 20th Century Fox, но продолжала сниматься. Были попытки повторить успех со схожей формулой. В картине 1942 года «Исландия» также на одной съёмочной площадке были Соня Хени, Джон Пейн и режиссёр Брюс Хамберстоун, однако успех ленты был скромным. В 1947 году Дэррил Занук рассматривал возможность снять продолжение картины с участием Хени и Дэном Дэйли, но планы не реализовались.
Картина «Серенада Солнечной Долины» способствовала популяризации горнолыжного спорта и фигурного катания в США и во всём мире. Курорт Сан-Валли (англ. Sun Valley) — и сегодня популярный американский курорт. C 2011 года на курорте Сан-Валли проводится ежегодный международный кинофестиваль.

## Комментарии
1. ↑  В СССР — с 26 июня 1944 г., р/у 928/44. Субтитры Союзинторгкино, 1944 г. Повторный прокат в СССР — с января 1961 г., р/у 1294/60. Дубляж — к/ст им. Горького, 1960 г.

1. ↑  В 1961 году картина была дублирована на киностудии Горького и вышла в прокат в СССР. Режиссёр дубляжа А. Золотницкий. Роли дублировали: Карен Бенсон — Светлана Мизери; Тед Скотт — Владимир Трошин; Фил Кори — Юрий Чекулаев; Нифти Аллен — Борис Иванов; Вивьен Доун —  Ольга Маркина